# Élections législatives liechtensteinoises de 1986
Les élections législatives liechtensteinoises de 1986 se sont déroulées les 31 janvier et 2 février 1986.

## Système électoral
Le parlement, ou Landtag, est composé de 15 députés élus pour quatre ans au sein de deux circonscriptions, l'Oberland et l'Unterland, comportant respectivement neuf et six sièges. Tous les sièges sont pourvus au scrutin proportionnel entre les listes de candidats ayant remporté au moins 8 % des suffrages exprimés au niveau national.
Les électeurs votent en cochant les noms des candidats parmi les différentes listes de noms proposés par les partis. Il y a autant de noms sur chaque liste que de sièges à pourvoir, et un vote pour un candidat équivaut à un vote pour son parti. La répartition proportionnelle se fait ensuite selon la méthode du plus fort reste, en appliquant le quotient dit de Hagenbach-Bischoff. Les sièges attribués aux partis sont ensuite répartis à ceux de leurs candidats ayant recueilli le plus de votes en leur nom.
Le vote est universel à partir de vingt ans, et obligatoire. Une amende pouvant atteindre jusqu'à 20 francs suisses frappe les abstentionnistes ne présentant pas une excuse valable (déplacement, maladie, etc.).

## Contexte politique
Le Parti progressiste des citoyens et l'Union patriotique, forment depuis 47 ans une coalition gouvernementale au sein de laquelle l'UP domine depuis les élections législatives de 1978, avec pour Premier ministre Hans Brunhart (UP).
Ces élections sont les premières ayant lieu au suffrage universel total, les femmes ayant obtenu le droit de vote lors d'un récent référendum en 1984. Seuls les individus ayant la qualité d'électeur pouvant se présenter aux législatives, il s'agit également des premières élections liechtensteinoises où les électeurs ont eu la possibilité de voter pour des femmes.
Ces élections voient également l'entrée en lice d'un nouveau parti : la Liste libre, de centre gauche.

## Résultats
L'ensemble des voix en faveur des candidats d'un parti sont comptabilisées comme suffrages pour ce parti, ce qui porte le nombre de ces derniers à un total bien supérieur au nombre d'électeurs.
| Parti                                               | Parti                                 | Voix   | %     | +/-  | Sièges | +/- |
| --------------------------------------------------- | ------------------------------------- | ------ | ----- | ---- | ------ | --- |
|                                                     | Union patriotique (VU)                | 46 793 | 50,19 | 3,28 | 8      | 0   |
|                                                     | Parti progressiste des citoyens (FBP) | 39 853 | 42,75 | 4,22 | 7      | 0   |
|                                                     | Liste libre (FL)                      | 6 582  | 7,06  | Nv   | 0      | Nv  |
| Votes blancs et invalides                           | Votes blancs et invalides             | 64     | -     | -    | -      | -   |
| TOTAL                                               | TOTAL                                 | 11 612 | 100   | -    | 15     | -   |
| Nombre d'inscrits / participation                   | Nombre d'inscrits / participation     | 12 512 | 93,3  | -    | -      | -   |
| Source: Union Interparlementaire et Nohlen & Stöver |                                       |        |       |      |        |     |

### Résultats par circonscription[4]
|            |            |          |          |          |          |               |           |           |           |           |               |       |       |  |
| Parti      | Parti      | Oberland | Oberland | Oberland | Oberland | Oberland      | Unterland | Unterland | Unterland | Unterland | Unterland     | Total | Total |  |
| Parti      | Parti      | Voix     | %        | +/-      | S        | +/-           | Voix      | %         | +/-       | S         | +/-           | Total | Total |  |
|            | VU         | 36 248   | 51,29    | 3,7      | 5        | en stagnation | 10 545    | 46,74     | 2,15      | 3         | en stagnation | 8     |       |  |
|            | FBP        | 29 038   | 41,09    | 3,92     | 4        | en stagnation | 10 815    | 47,94     | 3,16      | 3         | en stagnation | 7     |       |  |
|            | FL         | 5 382    | 7,62     | Nv       | 0        | Nv            | 1 200     | 5,32      | Nv        | 0         | Nv            | 0     |       |  |
| Total      | Total      | 70 668   | 100      |          |          |               | 22 560    | 100       |           |           |               |       |       |  |
|            |            |          |          |          |          |               |           |           |           |           |               |       |       |  |
| Val.       | Val.       | 7 899    | 100      | –        | 9        | en stagnation | 3 777     | 100       | –         | 6         | en stagnation | 15    |       |  |
| Abst       |            |          |          |          |          |               |           |           |           |           |               |       |       |  |
| Ins./Part. | Ins./Part. | 8 498    | 92,96    | 4 014    | 94,10    |               |           |           |           |           |               |       |       |  |

## Analyse
Victoire de l'Union patriotique qui conserve sa première place, la répartition des sièges restant inchangée au Landtag. La Liste libre échoue de peu à atteindre le seuil de 8 % permettant une représentation au parlement.
La coalition de l'Union patriotique avec le Parti progressiste des citoyens reste au pouvoir, et le Premier ministre Hans Brunhart (UP) est reconduit à son poste le 30 avril 1986.
Une femme, membre du Parti progressiste des citoyens, devient la première députée élue au Landtag.